# Brachystegia microphylla
Brachystegia microphylla är en ärtväxtart som beskrevs av Hermann August Theodor Harms. Brachystegia microphylla ingår i släktet Brachystegia och familjen ärtväxter. Inga underarter finns listade i Catalogue of Life.